# Gussie Moran
Gussie Moran (Santa Monica, 8 settembre 1923 – Los Angeles, 16 gennaio 2013) è stata una tennista statunitense.

## Carriera sportiva
Tennista attiva nel secondo dopoguerra. Raggiunse la finale del doppio misto agli U.S. National Championships 1947 in coppia con Pancho Segura venendo però sconfitta. Stessa sorte nel doppio femminile a Wimbledon 1949 in coppia con Patricia Canning Todd.
Per la statistica, in coppia con Adrian Quist, si è aggiudicata il torneo di doppio misto agli Internazionali d'Italia 1950, ex aequo con Annalisa Bossi e Giovanni Cucelli, essendo stato sospeso l'incontro di finale sul risultato di 6-3, 1-1 a proprio favore.
Alla fine del 1950 Gussie Moran passò al professionismo e prese parte a una tournée con Bobby Riggs.

## Riferimenti nella cultura di massa
Gussie Moran è passata alla storia del tennis per essere stata la musa ispiratrice dello stilista Ted Tinling. L'evento accadde in occasione del Torneo di Wimbledon del 1949. Moran chiese a Tinling di disegnarle un completo di tre colori differenti. Poiché le regole prescrivevano ancora che le divise fossero esclusivamente bianche, Tinling le disegnò il primo abitino corto del tennis femminile, rigorosamente bianco, ma con mutandine con risvolti in pizzo, visibili durante la partita.
Il suo abbigliamento attirò molta attenzione, tanto che i fotografi si contesero le posizioni più favorevoli per inquadrare i colpi bassi della giocatrice e riprendere il pizzo. I giornalisti soprannominarono la tennista "Gorgeous Gussie". Fu uno scandalo che provocò un dibattito in Parlamento. Moran fu accusata dal comitato dell'All England Lawn Tennis and Croquet Club di aver introdotto "volgarità e peccato nel tennis".

## Statistiche

### Finali nei tornei del Grande Slam

#### Doppio

##### Sconfitte in finale (1)
| Anno | Torneo                      | Compagna              | Avversarie in finale                  | Punteggio |
| 1949 | Torneo di Wimbledon, Londra | Patricia Canning Todd | Louise Brough Margaret Osborne duPont | 6–8, 5–7  |

#### Doppio misto

##### Sconfitte in finale (1)
| Anno | Torneo                                | Compagno      | Avversari in finale         | Punteggio |
| 1947 | U.S. National Championships, New York | Pancho Segura | Louise Brough John Bromwich | 3–6, 1–6  |